# Tibetaanse keuken

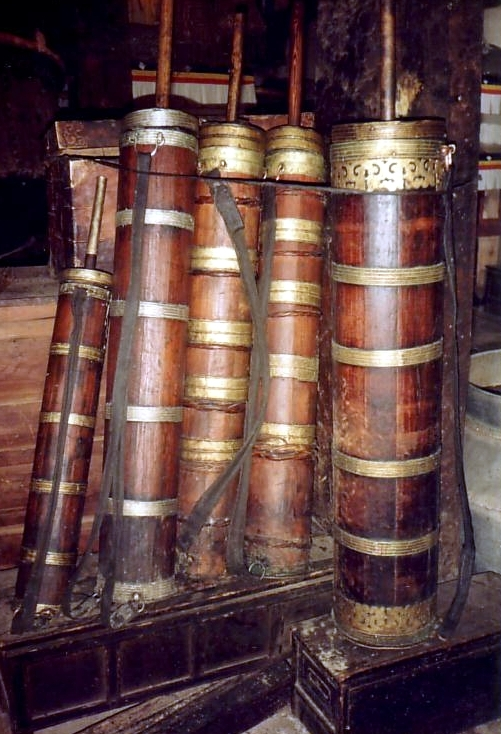
Karnen voor boterthee

De Tibetaanse keuken heeft veel overeenkomsten met de kookstijlen uit de directe omgeving, zoals Nepal en Bhutan. Het is bijvoorbeeld heel pittig. Maar er zijn ook verschillen, onder andere omdat er slechts weinig gewassen groeien op de hoogte waarop Tibet zich bevindt. Daarnaast heeft ook het gure klimaat invloed op de gewassen die er groeien. Rijst groeit wel in dit gebied.
Tibetanen eten in het algemeen driemaal per dag een vaste maaltijd en ze eten ook snacks. Als eerste maaltijd wordt 's morgens een soep met tsampa-deeg gegeten zoals tsamtuk, soms gecombineerd met geroosterde sojabonen, stukjes gedroogde chura kampo-kaas, gedroogd vlees en gedroogd vet (tsilu). Daarbij wordt een boterthee gedronken. De avondmaaltijd is een lichte maaltijd, maar wel de grootste maaltijd van de dag.
Een van de meest kenmerkende gewoontes in Tibet is het drinken van boterthee, dat vrijwel de gehele dag door wordt gedronken wanneer men thuis is. Tussen de maaltijden door is er altijd wel iets om op te kauwen, zoals blokjes chura kampo, een soort gedroogde Tibetaanse kaas, maar ook gedroogd vlees of yoe, een soort popcorn.

## Gerechten

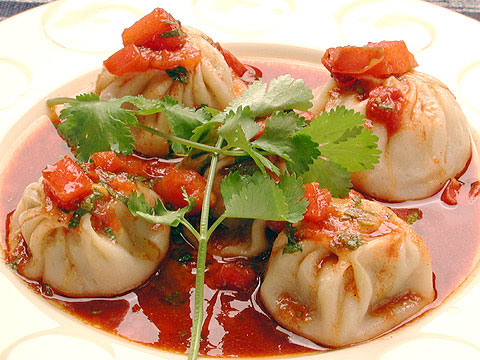
Momo's, een Tibetaanse pasta

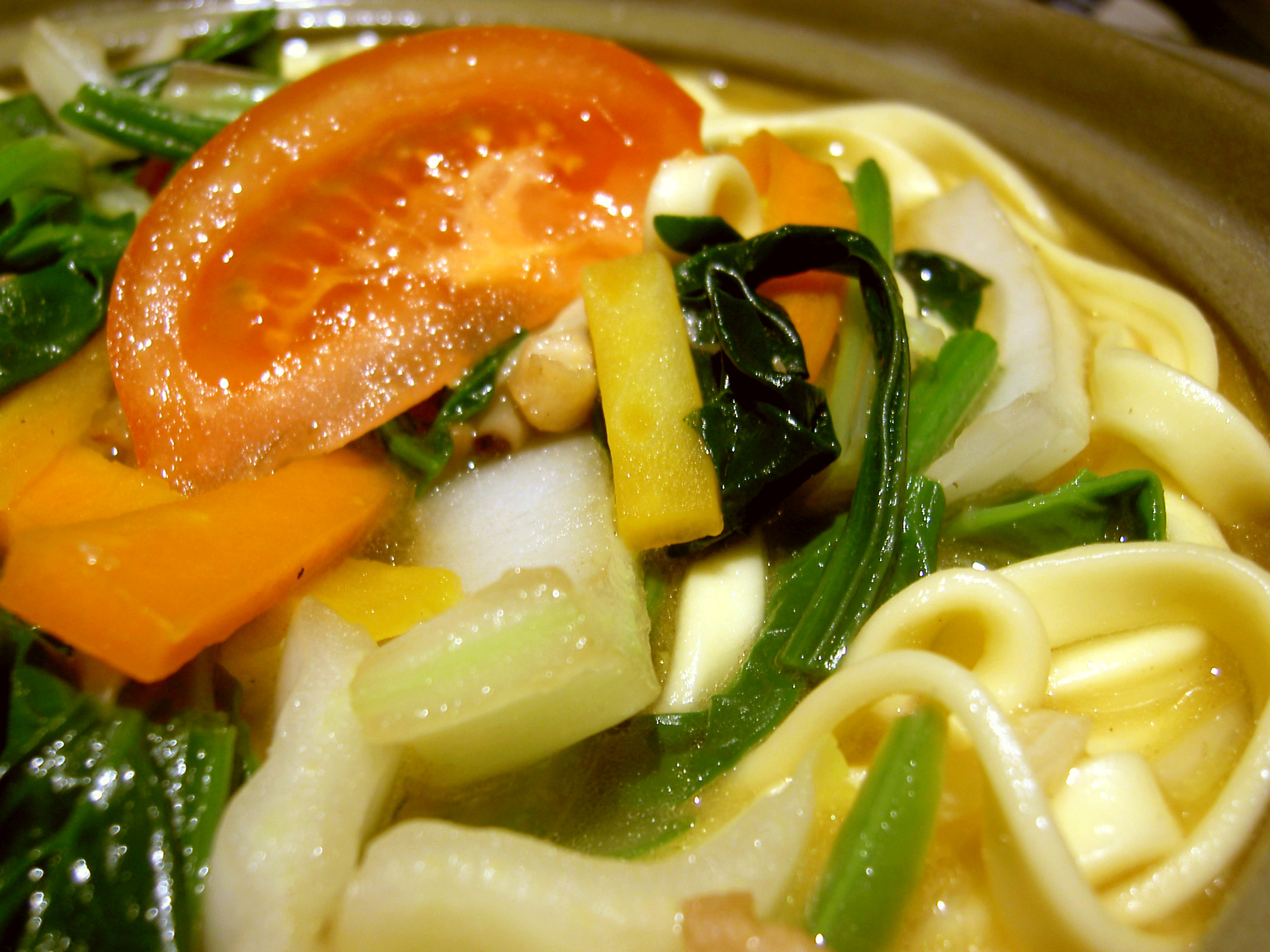
Thukpa, een pastasoep

Het belangrijkste gewas is gerst. Tsampa is het deeg dat van gerst gemaakt wordt en is het basisvoedsel van Tibet. Het geroosterde tsampa-deeg is de eenvoudigste Tibetaanse maaltijd die niet alleen als reisproviand dient, maar ook als ontbijt of als tussenmaaltijd gegeten wordt. Afhankelijk van de voorkeur, wordt van tsampa een deegkogel gevormd of het wordt als brij gegeten.
Tsampa wordt ook wel opgerold tot pasta of er worden gekookte, op ravioli gelijkende meelballetjes van gemaakt die momo's heten. Ze gaan vaak samen met een vleesjus of worden gefrituurd als kothay.
Het meest frequent op het menu staat jakvlees, yoghurt, boter en kaas. Balep korkun is een plat brood uit Centraal-Tibet dat meestal niet in een oven maar in een pannetje wordt bereid. Een ander gerecht is thenthuk, een soep tijdens koud weer die gemaakt wordt met pasta en verschillende groenten.
Vleesgerechten bestaan meestal uit vlees van de jak, dzo, geit of het schaap. Meestal wordt het vlees gedroogd of gekookt in een kruidige stoofpot met aardappelen. Er vindt teelt van mosterdzaad plaats in Tibet waardoor het een belangrijk onderdeel uitmaakt van de Tibetaanse keuken.
Bij een uitgebreidere maaltijd is het gebruikelijk om met een koud voorgerecht te beginnen, gevolgd door een hoofdgerecht of meerdere gangen. Geliefd bij de pasta is ook een in vet uitgebakken vleeskoek, waarnaast men vaak een kruidige salade eet, bijvoorbeeld aangemaakt met rettich. Een nagerecht is in de Tibetaanse keuken niet gebruikelijk. Voor het natafelen wordt meestal een thee gedronken.
In grotere Tibetaanse steden serveren veel restaurants eten uit de keuken van Sichuan, een Chinese provincie die gedeeltelijk is samengesteld uit een historisch deel van Tibet en een Chinees deel. Ook wordt er voedsel uit het Westen geserveerd of dat van de westerse keukenstijlen is afgeleid, waaronder vooral gebakken jak en friet populair zijn. De meerderheid van de restaurants serveert echter nog de traditionele Tibetaanse keuken.
Aangezien veel Tibetanen in de diaspora leven, ontwikkelde zich sinds de jaren 50 een moderne vorm van Tibetaanse keuken. Een voorbeeld daarvan is de lhasa moon in San Francisco, met creaties zoals de Himalayan Salad (bonen, rettich, wortelen, tomaten, knoflook en gezuurde ui).

## Kaas
Tibetaanse kaas is een belangrijk onderdeel van de Tibetaanse keuken en kent verschillende soorten en verschillen in hardheid, van smeerkaas, tot gedroogde en extra harde kaas, en in samenstelling.
Tibet kent een zachte en verschillende en gedroogde kazen die van karnemelk (dara) worden gemaakt, die overblijft na het maken van boter. Deze wordt vijf minuten verhit en daarna afgekoeld tot 20 °C of minder. De karnemelk is dan veranderd in zachte wrongel en wei. Deze wrongel is de zachte chura loenpa en het is het basisproduct voor de gedroogde chura kampo
Een extra harde kaassoort is chhurpi die wordt gemaakt van gebonden yoghurt. Andere soorten kaas, zoals shosha of churul hebben een aroma dat overeenkomt met Limburgse kaas. Deze twee kaassoorten zijn gemaakt van room en malai.

## Dranken
De meeste Tibetanen drinken dagelijks veel boterthee. Tibetanen voegen zout toe aan hun thee en geen suiker, maar daarnaast drinkt men de thee ook zelden zonder boter erin. De boter wordt in een steelpan verwarmd en vervolgens in de theepot geschonken die op een kookplaat heet gehouden wordt. Het zout in de thee dient om aan de behoefte aan vocht van het lichaam in de gure klimaatomstandigheden tegemoet te komen.
Een andere thee die veel in Tibet gedronken wordt, vooral in de steden en door nomaden die veeteelt in Tibet bedrijven, is melkthee.
Verder kent Tibet de Indische Chai-thee, Thara, een yoghurtshake met bruine suiker, frisdrank en karnemelk.
Alcoholische dranken die in Tibet worden gedronken, zijn bijvoorbeeld pinjopo en raksi, twee rijstwijnen, en chaang, een bier dat gemaakt is van gerst. Maar ook bier van gierst komt voor.

## Feestdagen en eten

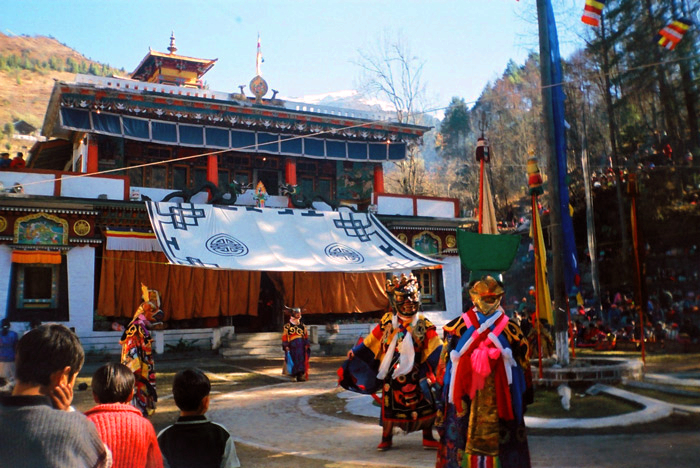
Gumpa-dans in Lachung (Sikkim) tijdens Losar

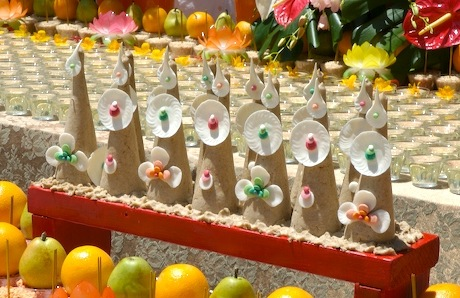
Torma's op een schrijn

Losar, het Tibetaanse nieuwjaarsfeest valt binnen de Tibetaanse kalender rond januari/februari. In de kloosters worden dan verschillende rituelen en voorbereidingen uitgevoerd.
Dresi (een zoet rijstgerecht met boter en rozijnen), Droma (rijst met kleine aardappelen) en Kapse (een gefrituurd zoet gerecht in veel verschillende grootten en vormen), zijn vaststaande bestanddelen aan de feesttafel, met daarnaast vlees, brood, boterthee en tsampa.
Op guthor (oudjaarsdag) worden traditiegetrouw speciale deegwaren gemaakt met de naam guthuk. Ze bestaan uit negen ingrediënten, waaronder hoofdzakelijk gedroogde kaas en graan. In de gebakken deegballen worden telkens zaken verstopt die een bepaalde betekenis hebben. Wanneer iemand paprika in zijn bol vindt, betekent het dat de ontvanger te spraakzaam is; wit zout of witte rijst wordt gezien als een goed teken; wanneer men steenkool in het deeg vindt, betekent dit, dat men een zwart hart heeft.
Op losar, de eerste dag van het nieuwe jaar, brengen bijvoorbeeld monniken van het Namgyal-klooster een ingewijde offerkoek aan de godin Pälden Lhamo en brengen ze de traditionele offergroet deleg tashi (geluk) uit. Ook worden er langleven-pillen (tse-ril) uitgedeeld, die gemaakt zijn van gebraden gerstdeeg, waarbij er rijkelijk gegeten en bier wordt gedronken. Een speciaal biscuit dat tijdens losar wordt gegeten is khapse.
Oorspronkelijk werd losar in Tibet gedurende vijftien dagen of langer gevierd. In India, waar nu de grootste gemeenschap Tibetanen in ballingschap wonen, viert men anno Jaren 00 twee dagen losar en in het Westen een dag.
Shoton is het Tibetaanse yoghurt-feest. Dit feest ontstond in de 15e eeuw in het Drepung-klooster in de buurt van Lhasa. Het feest betekende het einde van de zomermeditatie van de monniken in de herfst en werd in de loop van de 19e eeuw naar vijf dagen uitgebreid. Aangezien de melkproductie in dit jaargetijde op het hoogtepunt was, werd er overeenkomstig veel yoghurt gemaakt. Tijdens dit feest worden er gasten onthaald, komt de bevolking bijeen op de velden om te eten en te drinken, worden lhamo-opera's opgevoerd en thangkaschilderingen in het openbaar opgesteld. In Indiase ballingschap wordt shoton in de lente gevierd en staat de yoghurtproductie niet meer in het middelpunt.
Tijdens mönlam, het Tibetaanse nieuwjaar, wordt ceremonieel geworpen met torma's. Dit zijn cakejes die meestal kegelvormig zijn, omdat ze worden gezien als een verzameling van alle kwaad. De koekjes worden verder ook op voorwerpen gezet.

## Etiquette
Naar Tibetaanse etiquette, zit aan de hoofd van de tafel iemand die het gebed begint, bijvoorbeeld een lama. Er wordt pas met het eten begonnen wanneer het gebed is afgerond en degene die voorging is begonnen met eten. Voor hem wordt een speciaal gerecht voorbereid, inclusief enkele momo's die gefrituurd zijn in hete olie.
Luid praten of het uitspugen van eten of drinken dat eenmaal in de mond is geweest, is zeer ongepast; ook wanneer het eten of drinken erg heet blijkt te zijn. Net als in het westen is het ook in Tibet onfatsoenlijk om te smakken of met open mond te eten, ook wanneer het een snack betreft.

## Keukengerei
Als bestek worden in de steden vooral de eetstokjes gebruikt; in andere gebieden is het gebruikelijk om met een lepel of een mes te eten. Veel gerechten zoals momo's of tsampa worden ook met de hand gegeten.
|  |  |

## Gerechten en levensmiddelen

### Soep
- Ashom Thang, soep met maïs en tofoe
- Churül, soep van Tibetaanse kaas
- Thenthuk, pastasoep
- Tsamtug, soep met tsampa
- Doluma, auberginesoep
- Thukpa, maaltijdsoep van pasta met groente
- Gyatoup, pastasoep met vlees

### Gevulde deegtasjes
- Sha Momo, momo's met kruidige vulling van vlees en groente
- Jhasha Momo, momo's met vulling van kip en groente
- Tsel Momo, momo's met groentevulling met munt

### Vleesgerechten
- Gedroogd vlees, bijvoorbeeld van de jak
- Gekookte vleessoep, in een grote pan met gember, zout en kruiden bereid, wordt met de hand gegeten of met het mes kleingesneden.
- worst van vlees, bloedworst of leverworst
- Ingewanden, zoals maag van de jak of long van het schaap
- Gyakok, vergelijkbaar met de Mongoolse vuurpot
- Luksha Shamdeh, lamskerrie met yoghurt en kruiden
- Shogok Nagopa, stukjes rundvlees met aardappelen, spinazie, knoflook en gember
- Shaptak, stukjes rundvlees met scherpe paprika's in tomatensaus

### Vis
- Nyascha, vis

### Groente
- Tsel Tofoe, tofoe met bonen, paprika, knoflook en crème fraîche
- Shingbee, sperziebonen met aardappelen, gember, knoflook en tomaten
- Tsel Phing, pasta met groente
- Tsel Shogok, gezuurde aardappelen met spinazie, erwten, uien en knoflook
- Tsel Sesha, gezuurde paddenstoel, met wortelen, broccoli, gember en knoflook
- Tsel Nezom, gezuurde groente van het seizoen met koriander
- Tsel Gyaker, groente met kerrie

### Nagerechten
- Bhatsu Mahku, geroosterde gerst met bruine suiker en kaas
- Verschillende variaties thee

### Overig
- Tsampa, meel van geroosterde gerst die afhankelijk van de smaak met boterthee wordt gemengd en dan als deegbol of als brij wordt gegeten
- Sergem en malai dienen als basis voor andere eetwaar
- Thing mo, gestoomd brood
- Thing alla, Crêpes, gevuld met groente, bonen en paddenstoel
- Labtak, gestoomde rettich met gember en koriander
- Le thing, gekruide bonenkoek
- Jhasha Khatsa, gemarineerde stukjes gerulde kip